# 해린 (1991년)
해린(본명: 조혜린, 1991년 ~ )은 대한민국의 가수이다. 2021년 싱글 《너 없이도 괜찮아》로 데뷔했다.

## 방송
- 전국노래자랑
- 아침마당
- 노래가 좋아
- K트롯 서바이벌 골든마이크 (2019) - Top54
- 내일은 미스트롯 (2019) - Top94

## 음반
- 너 없이도 괜찮아 (2021)

## 수상
- 서문가요제 우승 (2019)